# アンドリヤナ・ツヴェトコビッチ

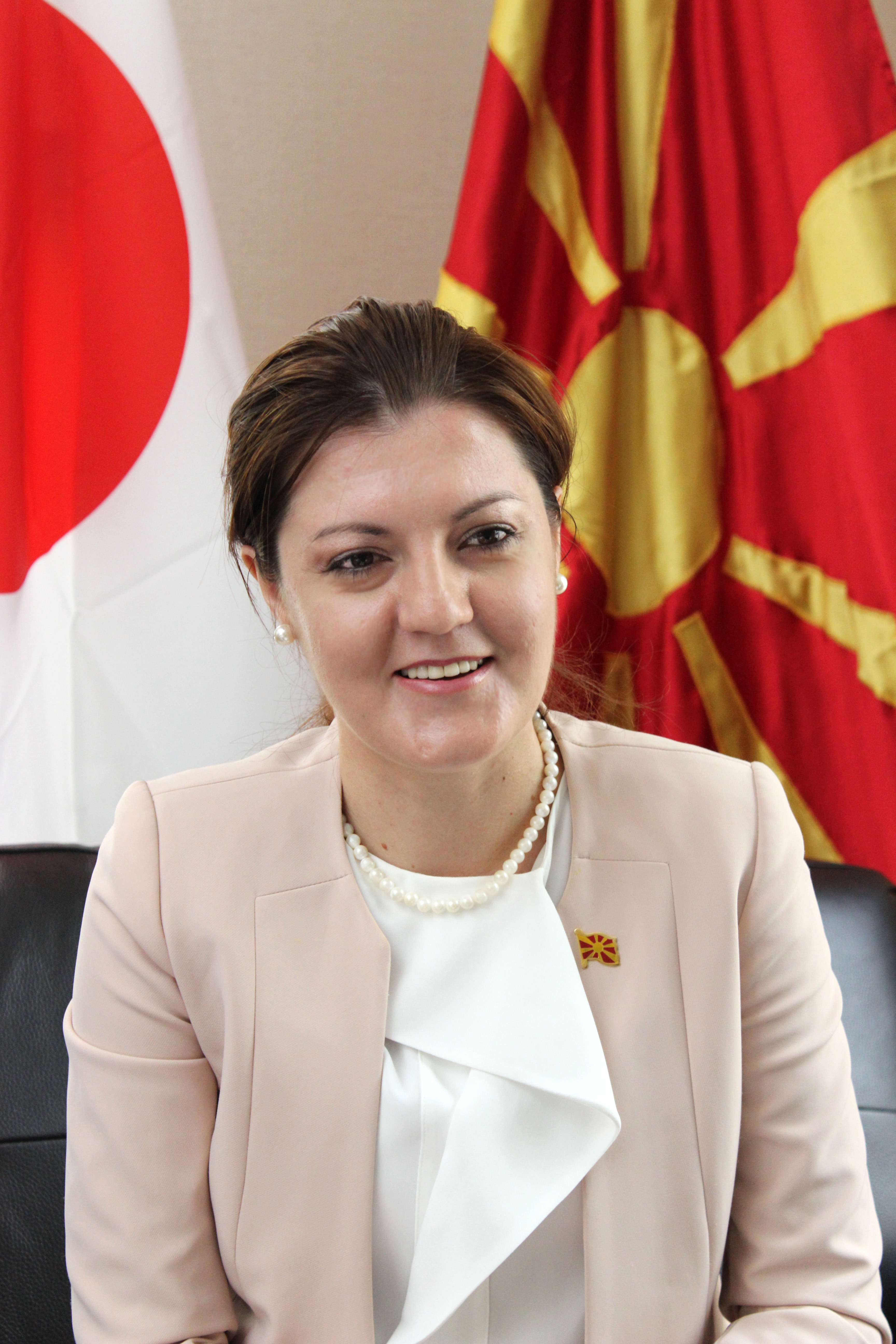
アンドリヤナ・ツヴェトコビッチ大使（2015年）

アンドリヤナ・ツヴェトコビッチ（マケドニア語: Андријана Цветковиќ、ラテン文字転写: Andrijana Cvetkovik / Andrijana Cvetkovikj、1981年4月5日 - ）は、北マケドニアの映画監督、前駐日大使。スコピエ出身。母語のマケドニア語と出生時の母国語セルビア語に加えて、英語・日本語・ブルガリア語に堪能。

## 経歴

### 映像作家・映画監督として
ブルガリアの大学で映像学科の修士課程を修了。2005年、日本大学芸術学部・大学院芸術学研究科に留学して、2009年に博士号を取得。在学中の2008年から卒業後の2011年にかけて、NHKテレビでシナリオコンサルタント。2010年、松竹撮影所「紫と金」シナリオライター兼プロダクション監督。2011年4月から2013年にかけて、欧州シアターフィルムアカデミー（英語: European Film and Theatre Academy）にて客員准教授。

### 外交官・駐日大使として
2014年1月から9月にかけて、マケドニア共和国外務省大臣官房課長。同年10月、東京常駐では初となる駐日大使を拝命。同年12月5日、皇居で信任状を捧呈して駐日大使に着任した。
2015年12月15日、安倍晋三内閣総理大臣が日本語を話す駐日各国大使24名を総理公邸に招いて昼食会を主催したが、ツヴェトコビッチ大使も参加した各国大使のうちの一人であった。この安倍総理大臣と日本語を話す駐日各国大使との昼食会は毎年度恒例のイベントとなり、第2回（2017年1月10日）の昼食会にもツヴェトコビッチ大使が参加している。
2018年4月24日、自民党動画チャンネル「CafeSta（カフェスタ）」が配信する武井俊輔司会の番組「ディスカバーワールドin Cafesta」に出演。

## 受賞
- 2009年 優秀賞、短編映画「Time of the Wave」（25分）[2][7]
- 2010年 長編叙述賞[2]
- 2011年 国際交流基金フェローシップ賞[2]
- 2013年 国際学術フォーラム（英語版）（IAFOR）、アジアフィルム最優秀賞[2]
- 2013年 京都大学アジア文化外交調査フェローシップ賞[2]
- 2016年 外交官写真コンテスト「にっぽん―大使たちの視線 2016」グランプリ、作品名「Circle of Life」[2]